# Phillip Hinkle
Phillip D. Hinkle (* 25. Dezember 1946 in Peru, Indiana) ist ein früherer republikanischer Abgeordneter  im Repräsentantenhaus von Indiana, wo er von 2000 bis 2012 den 92. Wahlbezirk und damit das westliche Drittel der Wayne und Pike Townships vertreten hat.

## Karriere
Hinkle erwarb 1970 einen Bachelor of Science an der  Indiana State University im Studiengang Bildung und 1979 einen Masterabschluss in Politikwissenschaft.
Nachdem er drei Jahre lang an der Ben Davis High School als Lehrer tätig gewesen war, trat er als Leiter für Recherchen in die Dienste des Indianapolis City-County Council und blieb drei Jahre auf diesem Posten. 1978 wurde er in der Wayne Township, Indiana zum Steuerschätze gewählt. Er wurde dreimal in seinem Amt bestätigt.
1991 wurde er Immobilienmakler und kandidierte für den Indianapolis City-County Council. Nach seiner Wahl in dieses Gremium gehörte er diesem bis 2000 an, als er zum ersten Mal in das Repräsentantenhauses von Indiana gewählt wurde.
Während seiner Amtszeit gehörte er dem ständigen Ausschuss für Wahlen und Sitzzuteilung sowie dem Ausschüssen für Regierung und Reform der Vorschriften an.
Er stimmte für den Verfassungszusatz des Bundesstaates, der die Ehe als exklusiv zwischen Mann und Frau festlegte.
2011 war Hinkle in einen Skandal verwickelt, da ein 18-Jähriger, auf dessen Anzeige auf craigslist Hinkle antwortete, um eine schöne Zeit zu verbringen, behauptete, dass Hinkle ihn in seinem Hotelzimmer an den Hintern gefasst, dann sein Handtuch fallen und sich nackt auf das Bett des Hotelzimmers gesetzt habe. Hinkle bot dem jungen Mann, der seine Meinung über das Zusammentreffen geändert hatte, Geld und elektronische Geräte an, um sein Schweigen zu erreichen.
Einige republikanische Parteigenossen forderten Hinkles Rücktritt, doch Hinkle bestand darauf, nicht gay zu sein und nicht zurückzutreten. Er willigte jedoch ein, 2012 auf eine Wiederwahl zu verzichten.

## Persönliches Leben
Philip Hinkle ist verheiratet mit Barbara Hinkle, geborene Conti; das Ehepaar hat zwei Kinder.